# Dendrophthora subtrinervis
Dendrophthora subtrinervis är en sandelträdsväxtart som beskrevs av Ignatz Urban. Dendrophthora subtrinervis ingår i släktet Dendrophthora och familjen sandelträdsväxter. Inga underarter finns listade i Catalogue of Life.